# 傷つけど、愛してる。
「傷つけど、愛してる。」（きずつけど、あいしてる。）は、ツユの楽曲。15作目のデジタル配信限定シングルとしてポニーキャニオンより2023年1月15日に各音楽配信サービスにてリリースされた。

## 概要
前作『どんな結末がお望みだい?』のリリースから約3か月ぶりのリリースとなる楽曲。
本作は、TVアニメ『東京リベンジャーズ 聖夜決戦編』のエンディングテーマとして書き下ろされた楽曲で、ツユ初となるアニメソングタイアップとなった。
ミュージックビデオは、2023年1月16日にYouTube上に公開される予定だったが、延期となり、3月4日の21時にプレミア公開された。

## 収録内容
| #         | タイトル                 | 作詞・作曲・編曲 | 時間 |
| --------- | ------------------------ | ---------------- | ---- |
| 1.        | 「傷つけど、愛してる。」 | ぷす             | 3:25 |
| 合計時間: | 合計時間:                | 合計時間:        | 3:25 |